# Хойна
Хойна (пол. Chojna, нім. Königsberg in der Neumark) — місто в північно-західній Польщі.
На 31 березня 2014 року, в місті було 7 346 жителів.

## Географія
Містом протікає річка Ружиця.

## Демографія
Демографічна структура станом на 31 березня 2011 року:
|          | Загалом | Допрацездатний вік | Працездатний вік | Постпрацездатний вік |
| -------- | ------- | ------------------ | ---------------- | -------------------- |
| Чоловіки | 3552    | 767                | 2515             | 270                  |
| Жінки    | 3804    | 732                | 2348             | 724                  |
| Разом    | 7356    | 1499               | 4863             | 994                  |

## Уродженці
- Франц Фелікс Адальберт Кун (1812—1881) — німецький лінгвіст, дослідник античності та історик

## Військове кладовище радянських воїнів
В місті Хойна знаходиться військове кладовище-меморіал радянських воїнів, які загинули в 1944—1945 роках під час Другої світової війни. На кладовищі захоронено 3 985 солдат різних національностей Радянського Союзу.